# NGC 2308
NGC 2308 este o galaxie spirală situată în constelația Linxul. A fost descoperită în 13 ianuarie 1872 de către Édouard Stephan⁠(d). Se află la o distanță de 82,1 de megaparseci de Pământ.